# Kōichi Mashimo
Kōichi Mashimo (真下耕一?, Mashimo Kōichi, conosciuto anche come Kōchi Mashimo; Tokyo, 21 giugno 1952) è un regista e animatore giapponese.
È il fondatore dello studio d'animazione Bee Train. Fin dalla creazione dello studio, Mashimo ha diretto e partecipato a (quasi) tutti i lavori targati Bee Train, come autore, direttore artistico, produttore o tecnico del suono.

## Biografia
Kōichi Mashimo nasce il 21 giugno 1952 a Tokyo, e dimostra interesse fin dalla più tenera età, influenzato dal padre, per la fotografia. Studia giurisprudenza presso la Sophia University, ma finisce col partecipare parallelamente, soprattutto durante gli ultimi anni di studio, alla creazione di spot pubblicitari. Queste collaborazioni si rivelano tuttavia esperienze insoddisfacenti, ed è solo nel novembre 1975 che fa domanda per la posizione di aiuto regista di Hiroshi Sasagawa presso la Tatsunoko Production. La prima serie animata a cui prende parte è Time Bokan (1975-76).
A metà anni '80, mentre lavora ancora per Tatsunoko, Mashimo è vittima di un grave incidente alpino. Durante la lunga degenza presso l'unità di rianimazione, sviluppa l'idea di un "centro di cura per creatori di animazioni", ovvero uno studio di animazione che avesse come priorità la realizzazione personale dei talenti artistici, piuttosto che il successo commerciale o il guadagno economico. Fonda in seguito un piccolo studio freelance dal nome "Mashimo Jimusho", che si occupa principalmente di sviluppare animazioni di riempimento per altre compagnie. Nel 1997, Mashimo presenta finalmente il suo progetto di studio-come-centro-di-cura a Mitsuhisa Ishikawa, presidente di Production I.G, che ne resta così piacevolmente colpito da decidere di sponsorizzarlo. Il nuovo studio di produzione è ora noto come Bee Train e, nel febbraio 2006, si è definitivamente reso indipendente dalla I.G.

## Filmografia
| Anno | Anime                                                     | Ruolo                                   |
| ---- | --------------------------------------------------------- | --------------------------------------- |
|      |                                                           |                                         |
| 1970 |                                                           |                                         |
|      |                                                           |                                         |
| 1978 | Kagaku Ninja-Tai Gatchaman II                             | regista                                 |
| 1979 | Kagaku Ninja-Tai Gatchaman F                              | regista                                 |
|      |                                                           |                                         |
| 1980 |                                                           |                                         |
|      |                                                           |                                         |
| 1981 | Ōgon Senshi Gōrudo Raitan                                 | regista                                 |
| 1985 | Night on the Galactic Railroad                            | script                                  |
| 1986 | Ai City - La notte dei cloni                              | regista                                 |
| 1987 | Dirty Pair: Project Eden                                  | regista, supervisore generale           |
| 1988 | F                                                         | regista, script                         |
| 1988 | Dominion: Tank Police                                     | regista, script                         |
| 1989 | Dragon Quest                                              | script                                  |
|      |                                                           |                                         |
| 1990 |                                                           |                                         |
|      |                                                           |                                         |
| 1990 | Robin Hood no Daiboken                                    | regista                                 |
| 1992 | The Weathering Continent                                  | regista, script                         |
| 1993 | L'irresponsabile capitano Tylor                           | regista                                 |
| 1996 | Bakuretsu Hunter                                          | regista                                 |
| 1997 | Eat-Man                                                   | regista                                 |
| 1998 | Xenogears                                                 | produttore                              |
| 1999 | PoPoLoCrois                                               | regista, script                         |
| 1999 | Wild Arms: Twilight Venom                                 | regista, pianificazione                 |
|      |                                                           |                                         |
| 2000 |                                                           |                                         |
|      |                                                           |                                         |
| 2001 | Noir                                                      | regista, autore, tecnico del suono      |
| 2002 | .hack//SIGN                                               | regista, script, tecnico del suono      |
| 2002 | .hack OVAs: .hack//Intermezzo, .hack//Unison, .hack//Gift | regista                                 |
| 2002 | .hack//Liminality                                         | regista, supervisione sonora            |
| 2003 | Avenger                                                   | regista                                 |
| 2003 | .hack//Legend of the Twilight                             | regista, supervisore generale           |
| 2003 | Immortal Grand Prix                                       | regista, script                         |
| 2004 | Madlax                                                    | regista, script                         |
| 2004 | Ginyuu Mokushiroku Meine Liebe                            | regista, script                         |
| 2005 | Tsubasa Chronicle (first season)                          | regista                                 |
| 2006 | Ginyuu Mokushiroku Meine Liebe wieder                     | regista                                 |
| 2006 | .hack//Roots                                              | regista, supervisore sonoro, produttore |
| 2006 | Spider Riders                                             | regista, supervisore                    |
| 2006 | Tsubasa Chronicle (second season)                         | regista (co-regista: Hiroshi Morioka)   |
| 2007 | El Cazador de la Bruja                                    | regista                                 |

## Curiosità
- Mashimo rifiuta l'idea della musica di sottofondo e per questa ragione la colonna sonora ricopre sempre un ruolo di massima importanza all'interno delle sue animazioni, tanto quanto immagini e doppiaggio.
- Ha collaborato spesso e continua a collaborare con la compositrice giapponese Yuki Kajiura, con cui condivide etiche ed esiti musicali.
- Mashimo ha descritto in un'intervista il suo sogno di incontrare personalmente i fotografi Richard Avedon, Jeanloup Sieff, Helmut Newton e i registi John Ford e Alfred Hitchcock.
- È particolarmente affezionato al film francese Les Aventuriers (1967) su cui si è basato per il nome del personaggio di Laetitia in Madlax.
- La serie di OVA Murder Princess (marzo 2007) è l'unica produzione Bee Train con cui Mashimo non ha nulla a che vedere.